# Vicente Brau Martínez
Vicente Brau Martínez (Santa Pola, 24 de setembre de 1966) és un exfutbolista valencià, format al planter de l'Hèrcules CF.

## Biografia
Format al planter de l'Hèrcules, debuta amb el primer equip amb 17 anys i juga el primer partit oficial en Primera Divisió, a la temporada 1985-86. Després de cinc anys al club valencià, fitxa pel FC Cartagena per a la temporada 1989-90, en Segona B. Allà, Brau hi jugaria cinc anys a alt nivell, classificant-se a la promoció d'ascens en diverses ocasions. El juny de 1994 fou intervingut d'una lesió que provocaria la seua retirada. Fitxaria pel Còrdova però no arriba a debutar. Acabaria la seua trajectòria al Santa Pola, equip que aconseguiria l'ascens a Tercera Divisió la temporada 96-97.